# Requeijão

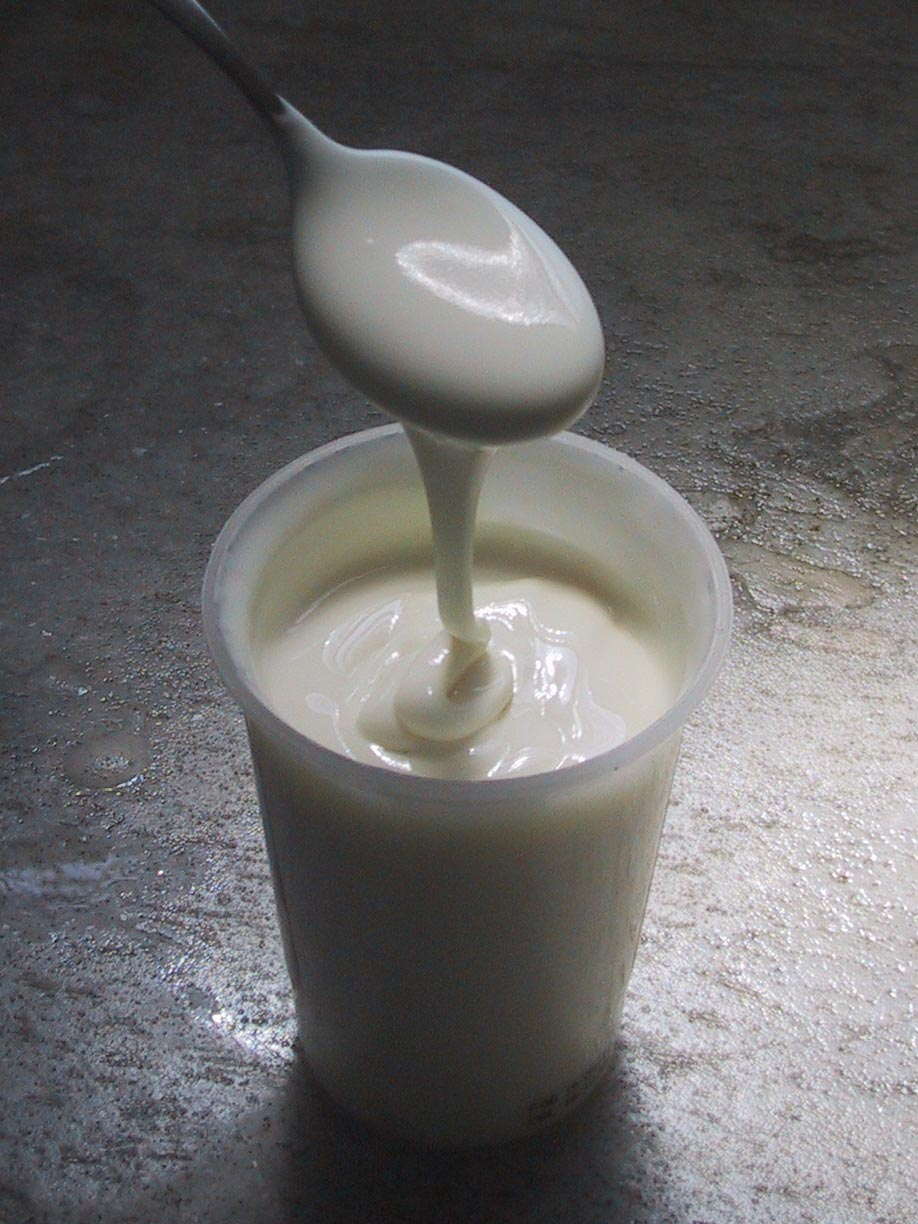
Requeijão cremoso.

Requeijão es un queso crema que se hace en Portugal, Brasil y Uruguay, elaborado con leche de vaca, oveja o cabra. No equivale al requesón en otros países, que es la ricotta italiana. Se le llama queijo creme en portugués europeo y requeijão cremoso en portugués brasileño. 
Es un lácteo de color blanco, textura es densa y sin agujeros. La consistencia de este queso va desde sólido a cremoso. Presenta un sabor característico, levemente agrio y salado. La elaboración del requeijão se conoce desde hace siglos. Es una variedad de la ricota, que puede remontarse en el tiempo a cuando los pastores hacían sus comidas sobre el fuego en sartenes en la zona mediterránea, especialmente en Italia. El "requeijão" ha sido llevado para Brasil por los portugueses durante la época colonial, aunque en este país se encuentre más asociado al estado de Minas Gerais. Entre sus variedades, puede hablarse del requeijão do Sertão producido en el norte de Brasil, que suele usarse para el desayuno, y del requeijão comum, que se produce en São Paulo, Minas Gerais y Río de Janeiro, empleándose como una especie de mantequilla sobre pan o como postre. Su variante más común es el requeijão cremoso, debido a su característica y marcada consistencia cremosa; usualmente se vende en vasos o copas de plástico.
En Portugal, es muy elogiado el "requeijão" de la Sierra de la Estrella, aunque esta manufactura sea producida por todo el país.
- Datos: Q3427558
- Multimedia: Requeijão / Q3427558